# Krajinska fotografija
Krajinska fotografija je vrsta fotografije, ki jo je omogočila uporaba mokre kolodijske plošče, odkritja tega časa, ki je omogočila večjo ostrino in krajši čas obdelave končnega izdelka v celoti.
Zaradi narave dela je krajina zelo hvaležen objekt za fotografiranje, kar se je pokazalo že v začetku te umetnosti, ko tehnika še ni bila toliko dodelana in sploh, če v krajini ni bilo premikajočih se motivov. To je čas velikih kolonialnih osvajanj, ko meščan s tem izgublja stik z naravo. Pomeni novo tržno nišo na trgu podob - narava sama je že bog v svoji biti (romantična ideja - 19. stoletje).

## Predstavniki
- Adolphe Braun: Jezerski parniki na zimskem sidrišču, Švica, okr. 1865, karbonski tisk. Fotograf, doma iz Alzacije, zato je tam tudi največ fotografiral; priljubljeni motivi so mu bili alpski svet in nemške pokrajine, večino svojega opusa pa je posvetil francoskim deželam. Bil je tudi založnik in je zalagal publikacije s svojimi fotografijami (taka je bila npr. tudi založba Alinari, ki je izdajala ilustrirane knjige s fotografijami). Slika predstavlja zimski prizor, ki ga na slikarski način težko izvedemo, za fotografa pa je tako to zelo privlačen prizor, saj vsebuje močne kontraste svetlih in temnih površin. Zima kot letni čas je romantično prikazana kot čas počivanja, tudi parnik deluje umirjeno. Odsevi v vodi niso ostri in dokazujejo s tem daljši ekspozicijski čas.

- Francis Frith: Dostop do Filov, okoli 1858, albuminski papir. Slika je odtis mokre kolodijske plošče na albuminskem papirju za fotografsko razstavo v Egiptu, ki je tedaj še za zelo eksotično deželo. Tudi tu se pokaže slabost te tehnike, saj predela, kjer se v naravi nahaja modra barva, izgledata tu preveč bela. Ekspozicijski čas je nekoliko daljši, kar lahko opazimo zato, ker slika ni močno detajlna. Človekov pogled pritegne figura, ki je vključena v krajino.

- Kristijan Pajer: Jeruzalem, okr. 1862, albuminski papir, 24 x 19,7 cm, hrani Nadškofijski arhiv Ljubljana. Avtor je bil slovenski fotograf iz Kranja in svetovni popotnik (v 60. letih 19. stoletja je potoval po Siriji in Egiptu). Slika je iz serije in tu gre za krajinsko fotografijo z religioznim pridihom. Predel z nebom je spet presvetljen (zaradi tehnike). Mapo s temi fotografijami je avtor kasneje podaril cesarju Francu Jožefu I.

## Ameriška krajinska fotografija
Ameriški krajinski fotografi se formirajo v Združenih državah Amerike. To je bil čas kolonizacije proti zahodu, ko je država v to smer pošiljala raziskovalne odprave, ki so iskale rudno bogastvo, gradile železnice in risale zemljevide. Fotografija tu nastopa kot naravosloven medij. Vseeno pa so bile razmere za fotografiranje težke.
- Charleton E. Watkins: Katedralna skala, visoka 600 m, Yosemitska dolina, okoli 1866, albuminski papir. Slika ponazarja estetiko v naravnem okolju. Naravne znamenitosti nadomeščajo kulturno dediščino. To je fotografija, ki je formirala ameriško nacijo. Za belce je bila taka pokrajina točka ameriške nacionalne zavesti, zavest, da je potrebno določene dele zaščititi. Tu se začne rojevati nacionalna zavest. Leta 1872 je bil tako kot prvi proglašen za Narodni park Yellowstone. Watkins še vedno uporablja mokro kolodijsko ploščo, kar pomeni da je moral vse kemikalije za razvijanje fotografij nositi s seboj.

- Eadweard Muybridge: Študije oblakov, okr. 1869, albuminski papir. Ker so bili predeli neba na fotografijah po navadi beli, so fotografi dobili idejo, da bi ta del nadomestili z negativom oblakov. To so potem slikali na zalogo. Sledeči posnetek je posnet z objektivom obrnjenim navzgor. Pomemben je naravoslovni trenutek - opazovanje meteoroloških pojavov. Take prizore so upodabljali tudi v dvajsetih letih 20. stoletja, vendar so jih za razliko vodili ekspresionistični vzroki, lep primer je delo Alfreda Stieglitza 1927, Ekvivalent.

- Timothy O'Sullivan: Ognjeniške tvorbe, Piramidno jezero, 1867, albuminski papir. Sullivan je bil popotni fotograf. Pri upodobitvi gre za nenavadne tvorbe, ena od skal v ospredje|ospredju denimo deluje kot glava. Kažejo se zametki ekologije.

- Hermann Wilhelm Vogel: Most blizu kraljevega spomenika, 1866, albuminski papir. Vogel je izboljšal barvno učinkovitost mokre kolodijske plošče. Skušal je ujeti svetlobni pojav; presevanje sončne svetlobe skozi drevesne veje v parku (vizualna fascinacija in obenem romantičen prizor). Tu je temeljen občutek za svetlobo - fotograf je moral odreagirati hitro.